# 孟愛府
孟爱府，中国古代的府，今云南省西双版纳州以南的缅甸境内湄公河沿岸地区。
元世祖至元二十一年（1284年），金齿新附孟爱甸酋长派其子来朝，至元二十六年（1289年）九月置孟爱等甸军民府，明太祖洪武十五年（1382年）三月改为孟爱府，后废，地入缅甸。